# アレクサンダーの角付き球面

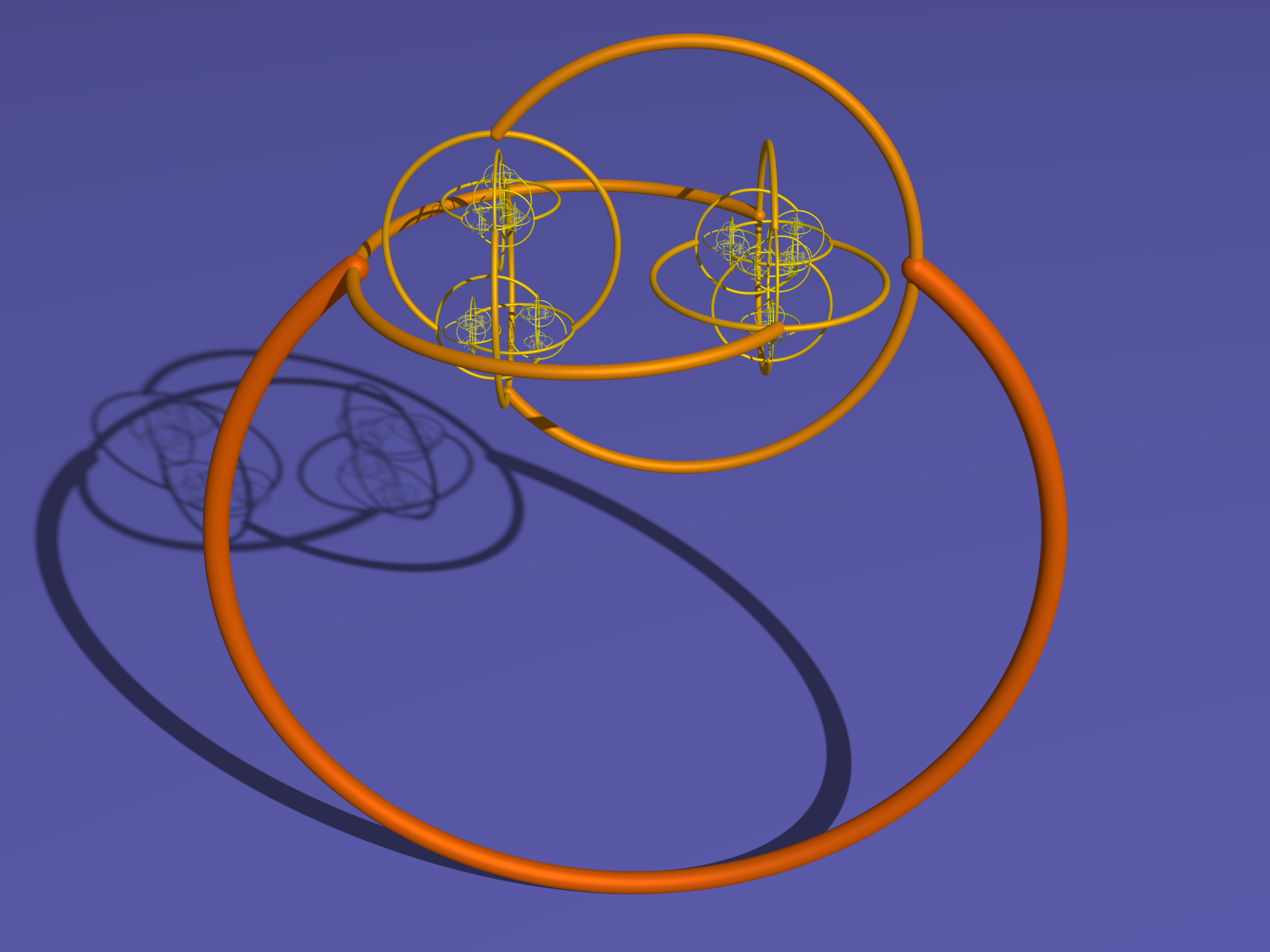
アレクサンダーの角付き球面

アレクサンダーの角付き球面（アレクサンダーのつのつききゅうめん、英: Alexander horned sphere）は、1924年にジェームズ・ワデル・アレクサンダー2世によって発見された、トポロジーにおける病的な対象である。
ジョルダン曲線定理を拡張したジョルダン–シェーンフリースの定理、それを更に高次元へと拡張した主張

n 次元空間 Rn に埋め込まれた (n − 1) 次元球面 Sn − 1 に対し，Rn − Sn − 1 の有界な連結成分の閉包は n 次元単位球とアイソトピックである．

に対する3次元 (n = 3) における反例（アレクサンダーの角付き球面の外部の領域の閉包は3次元球とならない）として知られている。

## 構成
アレクサンダーの角付き球面は3次元のユークリッド空間での球面の特殊な埋め込みである。最初にひとつのトーラスから始める、次の構成によってそれは得られる:
1. トーラスのラジアル・スライス[注 1]を取り除く。
2. 他方の側のそのトーラスへインターリンクするように、切断した各々の側へ穴の開いたトーラスを接続する。
3. その追加した2つのトーラスの各々について1から2の段階を行う。このような操作を再帰的に何度も繰り返す。

いずれの段階においても取り除かれないそれらの複数のトーラス上の点だけを考えると、球面の埋蔵の結果はひとつのカントール集合をもって取り除かれる。カントール集合の2つの異なった点は少なくともその構成において一定の距離を保って離れるから、この埋蔵は球面全体へと拡がる。

## 一般化
アレクサンダーの構成の各々の段階での角の数を増やすことで他の角付き球面を作り出すようアレクサンダーの構成を一般化できる。または高次元での類似の構成を考えることもできる。
このような「野生的な」球面の構成にたいして他の実体上異なった構成が存在する。アレクサンダーによって同じく発見された、他の事例は、アントワーヌの角付き球面である。それはカントール集合の3次元球面への病的な埋め込みである、アントワーヌのネックレスに基づく。

### 注
1. ↑  回転軸を含む2枚の平面で挟まれた部分。